# 신병교육대
신병교육대(新兵敎育隊)는 갓 입대한 훈련병들을 교육하는 부대로 전국의 입소 장정들을 육군훈련소가 전부 담당하기 힘드므로 전국의 사단급 부대에 소규모 신병훈련소를 만든 군사교육 기관이다.

## 교육 및 입대
육군병(상근 포함) 5주, 해군병(상근 포함) 5주, 해병대병(상근 포함) 6주, 공군병(상근 없음) 5주 과정이다.
대한민국 육군 지상작전사령부(구 1군, 3군 지역) 및 제2작전사령부 예하 사단에 입대하는 입대자들은 바로 예하 사단의 신병교육대로 입대한다.
- 2014년부터 모든 육군 병과 민간부사관은 육군훈련소로 입대, 기초군사교육을 받는다는 계획이 있었다.[2]
  - 그에 따라 육군훈련소의 입영심사대 격이었던 1군 예하 제102보충대대와 3군 예하 제306보충대대는 해체되었다.

보충역도 육군훈련소(사단급 부대)등에서 3주 간의 기초군사교육을 시행한다.
- 보충역 중 기초군사훈련을 받지 않는 경우[3] 예비군에 편성되지 않고 바로 민방위대에 편성된다.

1. 1996년 이후 출생자 중 정신건강의학과 질환사유로 신체등위 4급 보충역에 편입된 사람.
2. 1996년 이후 출생자 중 문신 또는 자해로 인한 반흔 등의 사유로 4급 판정을 받은 사람 중 정신건강의학과 3급이 포함된 사람.
3. 같은 병명으로 치유기간 2년(통산 730일) 이상 반복 귀가(퇴영 포함) 되거나 기타 부득이한 사유로 교육소집이 곤란하다고 인정되어 교육소집 제외 심사위원회 심사 결과 교육소집 제외 대상자로 결정된 사람.
4. 그 외 이미 사관학교 등에서 퇴교된 경우 퇴교 전에 교육기관에서 받은 군사훈련기간이 기초군사교육 기간을 넘을 때[4]
5. 현역병 복무 중 보충역에 편입된 사람.
6. 그 밖에 이미 교육소집을 마친 사람.

## 목록
| - 육군훈련소 - 제23신병교육연대 - 제25신병교육연대 - 제26신병교육연대 - 제27신병교육연대 - 제28신병교육연대 - 제29신병교육연대 - 제30신병교육연대 | - 지상작전사령부 - 제3보병사단 - 제5보병사단 - 제6보병사단 - 제7보병사단 - 제12보병사단 - 제15보병사단 - 제21보병사단 - 제28보병사단 - 제36보병사단 - 제51보병사단 - 제55보병사단 | - 제2작전사령부 - 제31보병사단 - 제32보병사단 - 제35보병사단 - 제37보병사단 - 제39보병사단 - 제50보병사단 |

육군훈련소로 입대가 지정되었다면, 입영심사대를 통해 심사를 거쳐 분류된다.
육군훈련소를 통해 입대하지 않는 경우, 제1야전군과 제3야전군을 병합하여 지상작전사령부를 창설하기 전과 보충대대가 있었던 시절까지의 두개 야전군의 제102보충대대와 제306보충대대를 통해 입대하였다. 보충대대에서 특기를 부여받은 신병은 각각 경기도와 강원특별자치도에 주둔하고 있는 사단의 신병교육을 맡은 대대로 보내어졌었다. 제2작전사령부가 담당하는 지역에서의 입대로 지정된 경우에는 보충대가 없기 때문에 충청북도, 충청남도, 전북특별자치도, 전라남도, 경상북도, 경상남도에 주둔하는 사단 신병교육대대로 바로 입대한다.

## 같이 보기
- 대한민국 병무청
- 카투사(KATUSA)
- 징병제, 징병검사, 모병제
- 대한민국의 병역 제도
- 사회복무요원